# Zdeněk Kocman (fotbalista)
Zdeněk Kocman (23. července 1935 Brno – 30. října 2015) byl český fotbalový útočník. Jeho bratr Pavel Kocman a synovec Petr Kocman byli rovněž prvoligovými fotbalisty.

## Hráčská kariéra
V československé nejvyšší soutěži hrál za Spartak KPS Brno v ročníku 1961/62 při jeho jediné účasti (03.09.1961–08.07.1962), vstřelil jeden prvoligový gól (podrobně zde).

### Evropské poháry
V evropských pohárech odehrál oba zápasy „Královopolské“ ve Veletržním poháru (předchůdce Poháru UEFA) v ročníku 1961/62, aniž by skóroval. Proti výběru Lipska (Leipzig XI) nastoupil jak v brněnském utkání na královopolském stadionu (nerozhodně 2:2, 27. září 1961), tak v lipské odvetě na Zentralstadionu (prohra 1:4, 4. října 1961).

### Prvoligová bilance
| Ročník          | Zápasy | Góly | Minuty | Klub                |
| --------------- | ------ | ---- | ------ | ------------------- |
| I. liga 1961/62 | 8      | 1    | 612    | TJ Spartak KPS Brno |
| CELKEM I. LIGA  | 8      | 1    | 612    |                     |